# Walentyna Zerbe-Nessina
Walentyna Adamiwna Zerbe-Nessina (ukrainisch Валенти́на Ада́мівна Цербе-Не́сіна, auch Валентина Адамівна Тсербе-Нессіна, russisch Валентина Адамовна Цербе-Несина, auch Валентина Адамовна Цербе-Нессина; * 8. Januar 1969 in Schytomyr in der gleichnamigen Oblast) ist eine ehemalige ukrainische Biathletin.
Walentyna Zerbe-Nessina gab ihr Debüt im Weltcup 1994 beim Einzelrennen in Ruhpolding, wo sie Platz 40 belegte. Kurze Zeit später feierte sie den größten Erfolg ihrer Laufbahn bei den Olympischen Winterspielen 1994 in Lillehammer, dort gewann sie überraschend die Bronzemedaille im Sprint, nur um 1,2 Sekunden geschlagen von Myriam Bédard und Swetlana Paramygina; mit der Staffel wurde sie Fünfte. Ihre Bronzemedaille war die erste Olympiamedaille überhaupt für die Ukraine. Bei Weltmeisterschaften blieb ihr eine Einzelmedaille verwehrt, sie konnte jedoch gemeinsam mit Tetjana Wodopjanowa, Olena Petrowa und Alena Subrylawa 1996 in Ruhpolding die Bronzemedaille mit der Staffel gewinnen. Im Folgejahr gewann sie eine weitere Bronzemedaille zusammen mit Tetjana Wodopjanowa, Olena Petrowa und Alena Subrylawa im Mannschaftswettbewerb. Ihr bestes Einzelergebnis bei Weltmeisterschaften war der fünfte Platz im Einzelrennen 1995. Bis 1998 startete sie in zahlreichen Weltcuprennen und konnte insgesamt sechs Top-Ten-Platzierungen verbuchen. Sie verabschiedete sich 1998 mit einem fünften Platz beim Sprint in Hochfilzen vom Weltcup. Danach startete Zerbe-Nessina gelegentlich noch im Biathlon-Europacup.
Zerbe-Nessina wohnt in Pryluky in der Oblast Tschernihiw. Sie schloss im Februar 2007 die Ausbildung in der Nationalen Akademie für öffentliche Verwaltung als Master of Public Administration ab und ist Vizepräsidentin des Fußballklubs „Europa“ in Pryluky.

## Biathlon-Weltcup-Platzierungen
Die Tabelle zeigt alle Platzierungen (je nach Austragungsjahr einschließlich Olympische Spiele und Weltmeisterschaften).
- 1.–3. Platz: Anzahl der Podiumsplatzierungen
- Top 10: Anzahl der Platzierungen unter den ersten zehn (einschließlich Podium)
- Punkteränge: Anzahl der Platzierungen innerhalb der Punkteränge (einschließlich Podium und Top 10)
- Starts: Anzahl gelaufener Rennen in der jeweiligen Disziplin

| Platzierung                                | Einzel | Sprint | Verfolgung | Massenstart | Team | Staffel | Gesamt |
| ------------------------------------------ | ------ | ------ | ---------- | ----------- | ---- | ------- | ------ |
| 1. Platz                                   |        |        |            |             |      | 1       | 1      |
| 2. Platz                                   |        |        |            |             |      |         |        |
| 3. Platz                                   | 1      | 1      |            |             | 2    | 1       | 5      |
| Top 10                                     | 3      | 3      |            |             | 2    | 9       | 17     |
| Punkteränge                                | 9      | 13     |            | 3           | 2    | 9       | 36     |
| Starts                                     | 22     | 24     |            | 5           | 2    | 9       | 62     |
| Stand: Daten möglicherweise nicht komplett |        |        |            |             |      |         |        |